# Frat Pack
The Frat Pack (vereinzelt auch „Slacker Pack“) ist die Bezeichnung für eine Gruppe von Hollywood-Schauspielern, die seit den späten 1990er Jahren bei einer Reihe von erfolgreichen Filmkomödien in unterschiedlicher Konstellation zusammengearbeitet haben. Zu dieser Gruppe werden regelmäßig die Schauspieler Ben Stiller, Owen Wilson, Luke Wilson, Will Ferrell, Vince Vaughn, Steve Carell und Jack Black gezählt.

## Herkunft des Begriffs
Der Name The Frat Pack ist eine Anspielung auf das legendäre The Rat Pack, dem Frank Sinatra, Dean Martin, Sammy Davis, Jr., Peter Lawford und Joey Bishop angehörten. Die Bezeichnung „Rat Pack“ bedeutet wörtlich übersetzt so viel wie „Rattenmeute“, gemeint ist aber eher eine „Gruppe von Schurken“. Im Unterschied dazu steht „Frat“ als Abkürzung für die amerikanischen Fraternities.
Auch in den Achtzigern gab es eine ähnliche Anspielung – das so genannte Brat Pack. Hierbei handelte es sich um die Bezeichnung für eine Schauspieler-Generation, die sich Anfang bis Mitte der 1980er Jahre vor allem in Cliquen-Filmen etablierte, in denen häufig dieselben Schauspieler zusammen auftraten. Sie trafen sich auch privat und waren als wilde Partygänger bekannt.
Der Begriff Frat Pack wurde erstmals 1998 von Entertainment Weekly verwendet, damals galt die Bezeichnung jedoch den Schauspielern Leonardo DiCaprio, Matt Damon, Ben Affleck, Edward Norton und Ryan Phillippe, die als die neue Generation Hollywoods deklariert wurden. Dauerhaft manifestierte sich die Bezeichnung jedoch erst im Juni 2004, nachdem sie die USA Today in einem Artikel in Bezug auf den Film Old School – Wir lassen absolut nichts anbrennen (2003) mit Luke Wilson, Will Ferrell und Vince Vaughn verwendet hatte und sie bald darauf auch von anderen Medien aufgegriffen worden war.
Die Schauspieler des Frat Packs selbst betonten schon des Öfteren, dass die Gruppe eine reine Erfindung der Medien sei und leugneten jedwede Absprachen im Hinblick auf eine Monopolisierung der Comedy-Landschaft Hollywoods. Der einzige Grund für die häufige Zusammenarbeit sei ihre enge private Freundschaft.

## Mitglieder
Die Gruppe bestand ursprünglich aus sieben Schauspielern: Ben Stiller, Owen Wilson, Luke Wilson, Will Ferrell, Vince Vaughn, Steve Carell und Jack Black. Im Laufe der Zeit erweiterte sich der Kreis um das ursprüngliche Frat Pack und man zählte auch Schauspieler wie Jason Bateman, Paul Rudd, Seth Rogen, Jonah Hill, John C. Reilly, Justin Long, Kevin James, Adam Sandler und Jon Favreau zur Gruppe.
Zwar werden vereinzelt auch Schauspielerinnen wie Malin Åkerman, Amy Poehler oder Kristen Bell zu The Frat Pack gezählt, da sie an einem oder mehreren Filmen der Truppe beteiligt waren, dennoch ist der Frauenanteil in der Gruppe deutlich geringer.
Als Frat Packagers werden Regisseure, Produzenten oder Drehbuchautoren bezeichnet, die mehrmals bei Frat-Pack-Filmen mitgewirkt haben. Dazu gehören u. a. Judd Apatow, Todd Phillips, Wes Anderson und Adam McKay.

## Filmografie
Es gibt keinen Film, in dem alle sieben ursprünglichen Frat-Pack-Mitglieder mitgespielt haben. Immerhin spielten sechs von ihnen gemeinsam in Anchorman – Die Legende von Ron Burgundy, nur Owen Wilson hat keinen Auftritt in dem Film.
| Film                                             | Jahr | Jack Black                  | Ben Stiller                                | Luke Wilson                     | Owen Wilson                | Vince Vaughn                    | Will Ferrell                    | Steve Carell | Frat Packagers u. a. |
| ------------------------------------------------ | ---- | --------------------------- | ------------------------------------------ | ------------------------------- | -------------------------- | ------------------------------- | ------------------------------- | ------------ | --- |
| Durchgeknallt                                    | 1996 |                             |                                            | Hauptrolle                      | Hauptrolle, Drehbuch       |                                 |                                 |              | Wes Anderson (Regisseur) |
| Cable Guy – Die Nervensäge                       | 1996 | Nebenrolle                  | Regisseur, Minirolle                       |                                 | Minirolle                  |                                 |                                 |              | Andy Dick, Jim Carrey, Judd Apatow (Drehbuch, Produzent)                                                                           |
| Bongwater                                        | 1997 | Nebenrolle                  |                                            | Hauptrolle                      |                            |                                 |                                 |              | Andy Dick |
| Permanent Midnight – Voll auf Droge              | 1998 |                             | Hauptrolle                                 |                                 | Nebenrolle                 |                                 |                                 |              | Andy Dick |
| Heat Vision and Jack                             | 1999 | Hauptrolle                  | Regisseur, Minirolle                       |                                 | Hauptrolle, Synchronstimme |                                 |                                 |              | Christine Taylor |
| Meine Braut, ihr Vater und ich                   | 2000 |                             | Hauptrolle                                 |                                 | Nebenrolle                 |                                 |                                 |              | |
| Die Royal Tenenbaums                             | 2001 |                             | Hauptrolle                                 | Hauptrolle                      | Hauptrolle, Drehbuch       |                                 |                                 |              | Wes Anderson (Regisseur) |
| Zoolander                                        | 2001 |                             | Hauptrolle, Regisseur, Drehbuch, Produzent |                                 | Hauptrolle                 | Minirolle                       | Hauptrolle                      |              | Christine Taylor, Andy Dick |
| Nix wie raus aus Orange County                   | 2002 | Hauptrolle                  | Minirolle                                  |                                 |                            |                                 |                                 |              | Leslie Mann |
| Old School – Wir lassen absolut nichts anbrennen | 2003 |                             |                                            | Hauptrolle                      |                            | Hauptrolle                      | Hauptrolle                      |              | Todd Phillips (Regisseur), Andy Dick, Snoop Dogg                                                                                   |
| Starsky & Hutch                                  | 2004 |                             | Hauptrolle, Produzent                      |                                 | Hauptrolle                 | Hauptrolle                      | Nebenrolle                      |              | Todd Phillips (Regisseur), Jason Bateman, Snoop Dogg                                                                               |
| Neid                                             | 2004 | Hauptrolle                  | Hauptrolle                                 |                                 |                            |                                 |                                 |              | Amy Poehler |
| In 80 Tagen um die Welt                          | 2004 |                             |                                            | Minirolle                       | Minirolle                  |                                 |                                 |              | Jackie Chan, John Cleese, Steve Coogan, Kathy Bates                                                                                |
| Voll auf die Nüsse                               | 2004 |                             | Hauptrolle                                 |                                 |                            | Hauptrolle, Produzent           |                                 |              | Justin Long, Christine Taylor, Jason Bateman                                                                                       |
| Anchorman – Die Legende von Ron Burgundy         | 2004 | Minirolle                   | Minirolle                                  | Minirolle                       |                            | Nebenrolle                      | Hauptrolle, Drehbuch, Produzent | Hauptrolle   | Paul Rudd, Seth Rogen, Judd Apatow (Produzent)                                                                                     |
| Wake Up, Ron Burgundy: The Lost Movie            | 2004 |                             |                                            | Minirolle                       |                            | Nebenrolle                      | Hauptrolle, Drehbuch, Produzent | Hauptrolle   | Paul Rudd, Amy Poehler, Justin Long, Seth Rogen, Judd Apatow (Produzent)                                                           |
| Meine Frau, ihre Schwiegereltern und ich         | 2004 |                             | Hauptrolle                                 |                                 | Miniauftritt               |                                 |                                 |              | |
| Melinda und Melinda                              | 2004 |                             |                                            |                                 |                            |                                 | Hauptrolle                      | Nebenrolle   | |
| Verliebt in eine Hexe                            | 2005 |                             |                                            |                                 |                            |                                 | Hauptrolle                      | Nebenrolle   | |
| Die Hochzeits-Crasher                            | 2005 |                             |                                            |                                 | Hauptrolle                 | Hauptrolle                      | Minirolle                       |              | |
| The Wendell Baker Story                          | 2005 |                             |                                            | Hauptrolle, Regisseur, Drehbuch | Hauptrolle                 |                                 | Minirolle                       |              | |
| Danny Roane: First Time Director                 | 2006 | Nebenrolle                  | Minirolle                                  |                                 |                            |                                 |                                 |              | Andy Dick |
| Kings of Rock – Tenacious D                      | 2006 | Hauptrolle, Drehbuch, Songs | Minirolle, Produzent                       |                                 |                            |                                 |                                 |              | |
| Nachts im Museum                                 | 2006 |                             | Hauptrolle                                 |                                 | Nebenrolle                 |                                 |                                 |              | Paul Rudd |
| Die Eisprinzen                                   | 2007 |                             | Produzent                                  | Minirolle                       |                            |                                 | Hauptrolle                      |              | |
| Tropic Thunder                                   | 2008 | Hauptrolle                  | Hauptrolle, Regisseur, Drehbuch, Produzent |                                 |                            |                                 |                                 |              | |
| Stiefbrüder                                      | 2008 |                             |                                            |                                 |                            |                                 | Hauptrolle                      |              | Seth Rogen, John C. Reilly, Adam McKay (Regisseur)                                                                                 |
| Nachts im Museum 2                               | 2009 |                             | Hauptrolle                                 |                                 | Nebenrolle                 |                                 |                                 |              | |
| Megamind                                         | 2010 |                             | Minirolle, Produzent                       |                                 |                            |                                 | Hauptrolle                      |              | |
| Meine Frau, unsere Kinder und ich                | 2010 |                             | Hauptrolle                                 |                                 | Hauptrolle                 |                                 |                                 |              | |
| Ein Jahr vogelfrei!                              | 2011 | Hauptrolle                  | Produzent                                  |                                 | Hauptrolle                 |                                 |                                 |              | Rashida Jones |
| The Watch – Nachbarn der 3. Art                  | 2012 |                             | Hauptrolle, Produzent                      |                                 |                            | Hauptrolle                      |                                 |              | Jonah Hill, Seth Rogen, Evan Goldberg (Drehbuch)                                                                                   |
| Prakti.com                                       | 2013 |                             |                                            |                                 | Hauptrolle                 | Hauptrolle, Drehbuch, Produzent | Minirolle                       |              | Shawn Levy (Regisseur), Rose Byrne                                                                                                 |
| Anchorman – Die Legende kehrt zurück             | 2014 |                             |                                            |                                 |                            | Minirolle                       | Hauptrolle                      | Hauptrolle   | Paul Rudd, David Koechner, John C. Reilly, Jim Carrey, Sacha Baron-Cohen, Christina Applegate, Kristen Wiig, Tina Fey, Amy Poehler |